# Bertu Carter
Bertu Carter (10 aprile 1952) è un ex calciatore maltese, di ruolo difensore.

## Carriera

### Nazionale
Ha collezionato sei presenze con la propria Nazionale.